# 比索卡尔
比索卡尔（Bisokhar），是印度北方邦Ghaziabad县的一个城镇。总人口10476（2001年）。

## 人口
该地2001年总人口10476人，其中男性5612人，女性4864人；0—6岁人口1754人，其中男959人，女795人；识字率53.78%，其中男性为63.19%，女性为42.93%。